# Kaga (miasto)
Kaga (jap. 加賀市 Kaga-shi) – miasto w Japonii w prefekturze Ishikawa, w środkowej części wyspy Honsiu.

## Położenie
Miasto leży na wybrzeżu Morza Japońskiego. Graniczy z miastami:
- Komatsu
- Awara
- Sakai
- Katsuyama